# Катуса (округ)
Кату́са (англ. Catoosa County) — округ штата Джорджия, США. Население округа на 2000 год составляло 53 282 человек. Административный центр округа — город Рингголд.

## История
Округ Катуса основан в 1853 году.

## География
Округ занимает площадь 419.6 км2.

## Демография
Согласно Бюро переписи населения США, в округе Катуса в 2000 году проживало 53282 человек. Плотность населения составляла 127 человек на квадратный километр.